# 사다미쓰역
사다미쓰역(일본어: 貞光駅)은 일본 도쿠시마현 미마군 쓰루기정에 위치한 시코쿠 여객철도 도쿠시마 선의 철도역이다. 역 번호는 B18이며, 섬식 승강장 1면 2선의 구조를 갖춘 지상역이다.

## 이용 현황
| 연도     | 하루 평균 | 연도     | 하루 평균 |
| 1995년도 | 766       | 2003년도 | 600       |
| 1996년도 | 769       | 2004년도 | 572       |
| 1997년도 | 731       | 2005년도 | 554       |
| 1998년도 | 683       | 2006년도 | 546       |
| 1999년도 | 675       | 2007년도 | 523       |
| 2000년도 | 658       | 2008년도 | 496       |
| 2001년도 | 648       | 2009년도 | 481       |
| 2002년도 | 649       | 2010년도 | 458       |
| -------- | --------- | -------- | --------- |

## 역 주변
- 쓰루기 정청
- 도쿠시마 현립 세이부 테크노 스쿨

## 역사
- 1914년 3월 25일 : 개업.
- 1987년 4월 1일 : 일본국유철도 분할 민영화에 의해, 홋카이도 여객철도가 승계.

## 인접 역
| 시코쿠 여객철도             | 시코쿠 여객철도 | 시코쿠 여객철도               |
| --------------------------- | --------------- | ----------------------------- |
| B 16 아나부키 도쿠시마 방면 | 특급 '쓰루기산' | 아와카모 B 22 아와이케다 방면 |
| B 17 오시마 사코 방면       | 보통            | 아와한다 B 19 쓰쿠다 방면     |